# Pavel Orinianski
Pavel Andreïevitch Orinianski (russe : Павел Андреевич Оринянский), né le 22 novembre 1955 à Yampol (ukrainien : Ямпіль; russe : Ямполь) dans l'oblast de Vinnitsa en république socialiste soviétique d'Ukraine, est un illustrateur russe. C'est l'un des illustrateurs les plus renommés du roman Le Maître et Marguerite de Boulgakov. 

## Formation
Orinianski a commencé à dessiner à un très jeune âge, sous l'influence de sa grand-mère, l'artiste Eugenia Belinskaïa.
Pourtant, il n'a pas dirigé ses études au début vers une carrière artistique: en effet, après avoir obtenu son diplôme de l'École militaire Souvorov de Kiev, Pavel Orinianski s’est inscrit à l'École militaire topographique de Léningrad. Un moment donné, il s'est rendu compte que ce n'était pas sa voie, et il a commencé à étudier à l’Académie d'art et d'industrie de Léningrad, mieux connue sous le nom d'École supérieure d'art et d'industrie Vera Moukhina, où il a été diplômé en 1979. Pendant ses études, il fut très impressionné par les œuvres de l’illustrateur anglais Beardsley (1872-1898), associé au mouvement Art nouveau, et de son idole Alphonse Mucha (1860-1939), le fameux peintre tchèque fer-de-lance du style Art nouveau.

## Carrière
En 1992, la maison d'édition Planeta a publié un premier livre avec des illustrations de Pavel Orinianski avec le titre Loukomorie (La baie de la mer). À la suite de cela, il lui a été demandé de réaliser des illustrations pour une édition du poème épique Rouslan et Ludmila du poète russe Pouchkine (1799-1837) en 1993 .  
Peu de temps après, ces illustrations ont été utilisés pour publier un calendrier Pouchkine.
En 1994, Orinianski a eu sa première exposition personnelle intitulée Le mysticisme dans les arts graphique au musée de l'Art occidental et oriental d'Odessa en Ukraine. Le succès de l'exposition l'a incité à réaliser des illustrations pour le roman Le Maître et Marguerite de l'écrivain Boulgakov (1891-1940). Il a commencé avec une série assez modeste de treize dessins, qui a évolué vers une collection de quarante illustrations qui comprennent toute l'histoire du roman . Avec ces dessins, la réputation d’Orinianski comme illustrateur a été pleinement confirmée. Dans la fédération de Russie, il est considéré comme l'un des principaux illustrateurs du chef-d'œuvre de Boulgakov. La maison d'édition Panpress a utilisé ses illustrations pour publier une édition de luxe du roman  et des images grandeur nature des illustrations ornent l'entrée de la Maison de Boulgakov à Moscou . 
Pendant ce temps, Orinianski a également travaillé comme directeur artistique pour Krasnov Design, société de production du concepteur, développeur et producteur russe Boris Krasnov, pour lequel il a réalisé plusieurs projets de théâtre et de concert. Il a également été occupé par la conception de meubles et la décoration de bâtiments, de jardins et de parcs.
En 2004, Pavel Orinianski a fondé son propre atelier de design Orin à Moscou, avec ses frères; Vladimir et Andreï. L'atelier et ses sculpteurs ont rapidement gagné en notoriété par leurs réalisations dans le domaine de la décoration murale, la décoration intérieure et le design, l’architecture de paysage et la conception de meubles .
Beaucoup de bâtiments et de jardins dans et autour de Moscou ont été conçus ou décorés par Orinianski et son atelier. Un des exemples les plus connus est le Jardin des enfants qui a été construit à la Ferme populaire Lénine dans le sud de Moscou.
En 2010, Pavel Orinianski fut invité à contribuer à la réalisation du pavillon russe de l'Expo 2010 de Shanghai, en Chine. Le pavillon a été visité par plus de 7,5 millions de personnes, et a reçu une médaille d'argent. 
En 2014, la célèbre maison de conception russe Alexander’s Collection a demandé à Orinianski d’utiliser ses illustrations du Maître et Marguerite pour la réalisation d'une série de grandeur nature des tapisseries de soie, qui sera exposé à Los Angeles aux États-Unis, et à Malaga en Espagne.

## Publications
- Boulgakov, Mikhaïl, Le Maître et Marguerite, publié par Panpress, Moscou, 1999, 296 pp.  (ISBN 978-5-9680-0050-7).
- Orinianski, Pavel, Loukomorie (La baie de la mer), publié par Planeta, Moscou, 1992, 20 pp.  (ISBN 5-85250-536-6).
- Orinianski, Pavel, Illustrations, publié par Olma Press, Moscou, 2001, 160 pp.  (ISBN 5-224-03303-9).
- Pouchkine, Alexandre Sergueïevitch, Rouslan et Lioudmila. Poème illustré par Pavel Orinianski, publié par Igra Slov, Moscou, 2000, 212 pp.  (ISBN 5-89709-004-1).